# Babel (collection)
Pour les articles homonymes, voir Babel.
Babel est une collection d'édition de livre au format poche, créée par les éditions Actes Sud en 1989 (coédition Actes Sud-Leméac) à Arles et dirigée par Hubert Nyssen et Sabine Wespieser, puis par Marie Desmeures et Bertrand Py.

## Ligne éditoriale
Cette collection relève d’une démarche éditoriale intégrée et vise à donner une deuxième existence à la diffusion des titres originaux édités par Actes Sud. Les différentes séries distinguent : la littérature française et étrangère, la poésie, les contes, le théâtre, les mémoires, les biographies, les témoignages, les essais, les documents.
Les principales sous-collections sont : Babel aventure, Les Érotiques, Les Fantastiques, Les Philosophiques, Révolutions, Les Épistolaires, Internationale de l’imaginaire, Rencontres d’Averroès, Babel noir et la désormais défunte Babel J, destinée aux « lycéens et jeunes adultes ». Les libres réflexions de quelques-uns des auteurs de la collection Babel d'Actes Sud sur le mythe de Babel ont donné un ouvrage collectif, Autour de Babel.

## Chiffre d'affaires
La collection génère un chiffre d'affaires de 3 000 000 €.

## Liste des titres
Le catalogue comporte au printemps 2013 plus de 1 130 titres.

Les 1 000 premiers titres ont été recensés par sous-collections et par auteurs (avec quelques biographies et des extraits de critiques) dans le Catalogue Babel 2010, catalogue de la collection, disponible gratuitement chez les libraires, 320 p., février 2010.  (ISBN 9782742789696)
1. La Fin du monde par Jacques Audiberti, 1989
2. Le Perce-oreille du Luxembourg par André Baillon, 1989
3. Barrabas & Escurial par Michel de Ghelderode, 1989
4. La Comtesse des digues par Marie Gevers, 1989
5. Le Regard de la mémoire par Jean Hugo, 1989
6. Bethsabée par Torgny Lindgren, 1989
7. L'Oiseau bleu par Maurice Maeterlinck, 1989
8. Terre d'asile par Pierre Mertens, 1989
9. L'Année de l'amour par Paul Nizon, 1989
10. Le Grand Nocturne/Les Cercles de l'épouvante par Jean Ray, 1989
11. Bruges-la-morte par Georges Rodenbach, 1989
12. Le Bourgmestre de Furnes par Georges Simenon, 1989
13. Pedigree par Georges Simenon, 1989
14. Éléonore à Dresde par Hubert Nyssen, 1989
15. Les Papiers de Walter Jonas par Baptiste-Marrey, 1989
16. Tripes d'or par Fernand Crommelynck, 1989
17. Les Nouvelles du grand possible par Marcel Thiry, 1989
18. La Draisine par Carl-Henning Wijkmark, 1989
19. La Femme de Gilles par Madeleine Bourdouxhe
20. Portrait des vaudois par Jacques Chessex, 1990
21. L'Or et la Soie par Raymond Jean, 1990
22. C'est moi qui souligne par Nina Berberova, 1990
23. Le Soleil ni la mort par Jacques Mercanton, 1990
24. L'Ismé par Cilette Ofaire, 1990
25. Requiem pour un paysan espagnol par Ramón Sender, 1990
26. Altesses par Eduard von Keyserling, 1990
27. Tempo di Roma par Alexis Curvers
28. Un endroit où aller par Robert Penn Warren (trad. Anne-Marie Soulac), 1991
29. Diabelli par Hermann Burger, 1991
30. Un mâle par Camille Lemonnier
31. Max Havelaar par Multatuli
32. Trilogie new-yorkaise par Paul Auster (trad. Pierre Furlan), 1991
33. Requiem pour tante Doménica par Plinio Martini, 1991
34. Le Joueur par Fiodor Dostoïevski (trad. André Markowicz), 2000
35. Une ténébreuse affaire par Honoré de Balzac, 1991
36. Faux Passeports par Charles Plisnier
37. Thérèse philosophe par Boyer d'Argens
38. La Fin des paysans par Henri Mendras, 1992
39. Un chant d'amour par Frederic Prokosch, 1992
40. Les Carnets du sous-sol par Fiodor Dostoïevski (trad. André Markowicz), 1992
41. L'Invention de la solitude par Paul Auster, 1992
42. La Peste écarlate par Jack London, 1992
43. Les Nuits blanches par Fiodor Dostoïevski, 1992
44. Le Mur invisible par Marlen Haushofer, 1992
45. Le Chemin du serpent par Torgny Lindgren, 1992
46. Crainquebille par Anatole France, 1992
47. Carême par Marie-Claire Dewarrat, 1992
48. Stolz par Paul Nizon, 1992
49. Le Rapport d'Uriel par Julien Benda, 1992
50. Amkoullel, l'enfant peul par Amadou Hampâté Bâ, 1992
51. La Cerisaie par Anton Tchekhov, 1992
52. Lamentations/Histoire de mes malheurs/Correspondance avec Héloïse par Pierre Abélard, 1992
53. À rebours par Joris-Karl Huysmans, 1992
54. Œdipe sur la route par Henry Bauchau, 1992
55. La Bête humaine par Émile Zola, 1992
56. L'Oratorio de Noël par Göran Tunström, 1992
57. La Douce par Fiodor Dostoïevski
58. Écrits sur la peine de mort par Victor Hugo
59. Baleine/L'Intellectuel dans le jardin/Bal à Espelette par Paul Gadenne, 1993
60. Le Voyage d'Anna Blume par Paul Auster, 1993
61. Fanny Hill, la fille de joie par John Cleland, 1993
62. Récits de l'exil, tome I par Nina Berberova, 1993
63. Le Baron Bagge par Alexander Lernet-Holenia, 1993
64. Juliette éternelle par Corinna Bille, 1993
65. Cher Diego, Quiela t'embrasse par Elena Poniatowska, 1993
66. Un bon allemand par Horst Krüger, 1993
67. Petit catéchisme à l'usage de la classe inférieure par August Strindberg, 1993
68. Moon Palace par Paul Auster, 1993
69. Les Trois Sœurs par Anton Tchekhov, 1993
70. L'Île au trésor par Robert Louis Stevenson, 1993
71. L'Idiot  par Fiodor Dostoïevski, 1993
72. L'Idiot par Fiodor Dostoïevski, 1993
73. L'Idiot par Fiodor Dostoïevski, 1993
74. De Jean Coste par Charles Péguy, 1993
75. Le Portier des Chartreux, Anonyme, 1993
76. Notre héros défiguré/L'Oiseau aux ailes d'or/L'Hiver cette année-là par Yi Munyŏl, 1993
77. La Mendiante de Shigatze par Ma Jian, 1993
78. Récits de l'exil, t.II par Nina Berberova, 1993
79. De Léopold à Constance, Wolgang Amadeus par Maurice Barthélemy, 1993
80. L'Attentat par Harry Mulisch, 1993
81. La Vie de Liszt est un roman par Zsolt Harsányi, 1993
82. Maximes par Épicure, 1993
83. La Musique du hasard par Paul Auster, 1993
84. Chien galeux par Don DeLillo, 1993
85. Le Convive de pierre et autres scènes dramatiques par Alexandre Pouchkine, 1993
86. L'Homme au crâne rasé par Johan Daisne, 1993
87. Le Rêve d'un homme ridicule par Fiodor Dostoïevski (trad. André Markowicz), 1993
88. Elvira par Baptiste-Marrey, 1993
89. Rome, démocratie impossible par Norbert Rouland
90. Le Doctorat impromptu par Andréa de Nerciat
91. Senso par Camillo Boito, 1994
92. La Femme d'un autre et le mari sous le lit par Fiodor Dostoïevski, 1994
93. La Fontaine d'Héghnar par Mkrtitch Armen, 1994
94. Continents à la dérive par Russell Banks, 1994
95. Le Roman de l'adolescent myope par Mircea Eliade, 1994
96. Le Fond du sac par Plinio Martini, 1994
97. Vous avez dit baroque ? par Philippe Beaussant, 1994
98. Les Contes merveilleux par Hermann Hesse, 1994
99. La Guerre du feu par J.-H. Rosny aîné, 1994
100. La Mort en Arabie par Thorkild Hansen, 1994
101. Les Variations Goldberg par Nancy Huston, 1994
102. Méharées par Théodore Monod, 1994
103. La Dénonciation par Gert Hofmann, 1994
104. Oncle Vania par Anton Tchekhov (trad. André Markowicz et Françoise Morvan), 1994
105. Genêt à Chatila, collectif, 1994
106. Léviathan par Paul Auster, 1994
107. La Fille démantelée par Jacqueline Harpman, 1994
108. Dialogue des morts par Fénelon, 1994
109. Le Métis culturel, (Internationale de l'imaginaire no 1), collectif, 1994
110. Les Relations d'incertitude par Anne Walter, 1994
111. Le Tango par Horacio Salas, 1994
112. Monsieur Prokhartchine par Fiodor Dostoïevski, 1994
113. Les Disparitions, collectif, 1994
114. Le Souper par Jean-Claude Brisville, 1994
115. Phénix par Serge Rezvani, 1994
116. La Révolte des Tartares par Thomas de Quincey, 1994
117. Le Lac noir par Hella S. Haasse, 1994
118. Comment j'ai retrouvé Livingstone par Henry Morton Stanley, 1994
119. Lieux et non-lieux de l'imaginaire, (Internationale de l'imaginaire no 2), collectif, 1994
120. Chroniques de Billancourt par Nina Berberova , 1994
121. Le Rideau levé ou l'éducation de Laure par Mirabeau, 1994
122. Traité des excitants modernes par Honoré de Balzac, 1994
123. Éloge de la Folie par Érasme, 1994
124. Relation de voyage par Cabeza de Vaca, 1994
125. Vous êtes toute seule ? par Claude Pujade-Renaud, 1994
126. Dans les montagnes des Pays-Bas par Cees Nooteboom, 1994
127. Pétrarque par Nicholas Mann, 1994
128. En canoë sur les rivières du nord par Robert Louis Stevenson, 1994
129. Vénus dans le cloître ou la religieuse en chemise par Abbé du Prat, 1994
130. Le Grand Feu par Madeleine Ley, 1994
131. Jours de famine et de détresse par Neel Doff, 1995
132. La Dérision, le rire, (Internationale de l'imaginaire no 3), collectif, 1995
133. Le Carnet rouge/L'Art de la faim par Paul Auster, 1995
134. Les Ruines de Rome par Hubert Nyssen, 1995
135. Sur les délais de la justice divine par Plutarque, 1995
136. Seins par Ramón Gómez de la Serna, 1999
137. Femmes de sable et de myrrhe par Hanan El-Cheikh, 1995
138. Edda H. par Baptiste-Marrey, 1995
139. Beltenebros par Antonio Muñoz Molina, 1999
140. Navigateur en solitaire par Joshua Slocum, 2001
141. Les Aventures de Pinocchio par Carlo Collodi, 2002
142. Cantique des plaines par Nancy Huston, 1995
143. Chant de la grande dixence par Maurice Chappaz, 1995
144. Mon oncle du Congo par Lieve Joris, 2006
145. Les Démons, tome I par Fiodor Dostoïevski (trad. André Markowicz), 1995
146. Les Démons, tome II par Fiodor Dostoïevski (trad. André Markowicz), 1995
147. Les Démons, tome III par Fiodor Dostoïevski (trad. André Markowicz), 1995
148. La Papesse Jeanne par Emmanouíl Roḯdis, 1995
149. Voyage d'une femme au Spitzberg par Léonie d'Aunet, 1995
150. Nous avons tué Stella par Marlen Haushofer, 1995
151. Le Vieux Chagrin par Jacques Poulin, 1995
152. Journal 1887-1910 par Jules Renard, 2004
153. Les Cousins de Vaison par Jean Martet, 1995
154. Images du Nordeste mystique en noir et blanc par Roger Bastide, 1995
155. La Leçon interrompue par Hermann Hesse, 1999
156. Les Bijoux indiscrets par Denis Diderot, 2008
157. Les Petites Filles et la Mort par Alexandre Papadiamantis, 2003
158. Ermites dans la Taïga par Vassili Mikhail Peskov, 1995
159. Les Courtes par Jean-Claude Grumberg, 2001
160. Collision par Pierre Mertens, 1995
161. Notes d'hiver sur impressions d'été par Fiodor Dostoïevski, 2001
162. La Musique et le Monde, (Internationale de l'imaginaire no 4), collectif, 1995
163. Mr Vertigo par Paul Auster, 1995
164. De viris illustribus urbis Romae par Charles François Lhomond, 2001
165. Les Horlas par Guy de Maupassant, 1995
166. Histoire d'un ruisseau par Élisée Reclus, 2005
167. Le Cœur découvert par Michel Tremblay, 1995
168. Le Cœur éclaté par Michel Tremblay, 1995
169. Grâce par Béatrix Beck, 1995
170. Frida Kahlo, Autoportrait d'une femme par Rauda Jamis, 1995
171. L'Iliade par Homère, 1995
172. L'Odyssée par Homère, 1995
173. Un train de glace et de feu par Ramón Chao, 1999
174. À l'imparfait de l'objectif par Robert Doisneau, 2001
175. La Chasse au chastre et autres nouvelles humoristiques par Alexandre Dumas, 1995
176. Beau comme l'antique par Jacques Gaillard, 1995
177. Théâtre par Pier Paolo Pasolini, 1995
178. Black Venus par Jef Geeraerts, 1995
179. La grosse femme d'à côté est enceinte par Michel Tremblay, 1995
180. Thérèse et Pierrette à l'école des Saints-Anges par Michel Tremblay, 1995
181. La Dame au linceul par Bram Stoker, 1996
182. Théâtre des marionnettes par Louis Edmond Duranty, 1995
183. La Faustin par Edmond de Goncourt, 1995
184. Les Plumes du coq par Conrad Detrez, 1995
185. Transsibérie, le mythe sauvage par Nicolas Vanier, 1995
186. Où il n'est pas question d'amour par Nina Berberova, 1995
187. Robinson Crusoé par Daniel Defoe, 1995
188. La Mouette par Anton Tchekhov, 2001
189. L'Homme des bois par Anton Tchekhov, 1999
190. La Scène et la Terre, (Internationale de l'imaginaire no 5), collectif, 1996
191. La vie est un songe par Pedro Calderón de la Barca, 1999
192. Le Régiment des Deux-Siciles par Alexander Lernet-Holenia, 1996
193. Les Oiseaux par Aristophane, 1996
194. La Déraison antisémite par Jean-Pierre Faye et Anne-Marie de Vilaine, 1996
195. Les Grandes Marées par Jacques Poulin, 1995
196. Les Yeux bandés par Siri Hustvedt, 1996
197. Les Rendez-vous de la clairière par Robert Penn Warren, 1996
198. Le Livre des aveux par John Banville, 1996
199. Théâtre par John Millington Synge, 1996
200. Récits d'Odessa par Isaac Babel, 1996
201. Chroniques de l'an 18 par Isaac Babel, 1996
202. La Logeuse par Fiodor Dostoïevski (trad. André Markowicz), 2000
203. Sentant que le champ de bataille... par Paco Ignacio Taibo II, 1999
204. Un cimetière indien par Frédéric Jacques Temple, 1996
205. Le Liban second, (Internationale de l'imaginaire no 6), collectif, 1996
206. Carmilla par Joseph Sheridan Le Fanu, 1996
207. La Femme de Job par Andrée Chedid, 1997
208. Nouvelles de la zone interdite par Daniel Zimmermann, 1996
209. Le Voleur et les Chiens par Naguib Mahfouz, 1996
210. Au café par Mohammed Dib, 1996
211. Oui mon commandant ! par Amadou Hampâté Bâ, 1996, illustration par Catherine Le Bœuf, 1996
212. La Virevolte par Nancy Huston, 1996
213. Emmanuel Lévinas par François Poirié, 1996
214. Le Moine par Matthew G. Lewis, 1996
215. Pourquoi j'ai mangé mon père par Roy Lewis, 1996
216. Sous le règne de Bone par Russell Banks, 1996
217. Les Rêveurs du désert par Barbara Glowczewski
218. Mademoiselle Merquem par George Sand, 1996
219. La Tournée d'automne par Jacques Poulin, 1996
220. Victoire sur l'Everest par John Hunt, 1996
221. Un ange cornu avec des ailes de tôle par Michel Tremblay, 1996
222. Une passion par Muriel Cerf, 1996
223. Legs par Philippe de La Genardière, 1996
224. La Mémoire de l'eau par Ying Chen, 1996
225. L'Infini chez soi par Dominique Rolin, 1996
226. Dans l'ombre chaude de l'islam par Isabelle Eberhardt, 1996
227. Save me, Joe Louis par Madison Smartt Bell, 1996
228. Le Vampire par John Polidori, 1996
229. Villette-Amazone par Bettina Laville et Jacques Leenhardt, 1996
230. Saison de la migration vers le Nord par Ṣāliḥ Al-Ṭayyib, 1996
231. Crime et Châtiment, volume 1 par Fiodor Dostoïevski, 1996
232. Crime et Châtiment, volume 2 par Fiodor Dostoïevski, 1996
233. Hamlet & Macbeth par William Shakespeare, 1996
234. La Danse océane par Claude Pujade-Renaud, 2003
235. Martha ou le Mensonge du mouvement par Claude Pujade-Renaud, 1996
236. L'Exploration du Sahara par Jean-Marc Durou, 1996
237. Des lendemains enchanteurs par Frédéric H. Fajardie, 1996
238. Sans patrie ni frontières par Jan Valtin, 1996
239. La Conquête du Mexique par Bernal Díaz del Castillo, 1996
240. La Fin de toutes choses par Emmanuel Kant, 1996
241. Un gout d'amandes amères par Hella S. Haasse, 1996
242. Les Mortes amoureuses par Théophile Gautier, 1996
243. Contes d'Asie mineure, collectif, 1996
244. L'Ordre du jour par Jean-Luc Outers, 1997
245. Cultures, nourriture, (Internationale de l'imaginaire no 7), collectif, 1997
246. Belle mère par Claude Pujade-Renaud, 1997
247. Cavalerie rouge, suivi de Journal de 1920 par Isaac Babel, 1997
248. Lucrèce Borgia par Victor Hugo, 1996
249. Lettres à sa femme par Marquis de Sade, 1997
250. Les Arabes, suivi de Andalousies par Jacques Berque, 1997

1. L'Éternel Mari par Fiodor Dostoïevski (trad. André Markowicz)
2. Diotime et les lions par Henry Bauchau
3. L'Élégance des veuves par Alice Ferney, 1997
4. De beaux lendemains par Russell Banks, 1997
5. Mes Cahiers Rouges au temps de la Commune par Maxime Vuillaume, 1998
6. Le Double par Fiodor Dostoïevski (trad. André Markowicz), 1999
7. Bruit de fond par Don DeLillo, 1999
8. Affliction par Russell Banks, 1999
9. Americana par Don DeLillo, 2000
10. Tombouctou de Paul Auster (trad. Christine Le Bœuf), 2001
11. Libra par Don DeLillo, 2001
12. Pourfendeur de nuages par Russell Banks, 2001
13. Les Pauvres Gens par Fiodor Dostoïevski (trad. André Markowicz), 2001
14. Une sale histoire par Fiodor Dostoïevski (trad. André Markowicz), 2001
15. Mao II par Don DeLillo, 2001
16. Les Frères Karamazov volume 1 par Fiodor Dostoïevski (trad. André Markowicz), 2002
17. Les Frères Karamazov volume 2 par Fiodor Dostoïevski (trad. André Markowicz), 2002
18. Joueurs par Don DeLillo (trad. Marianne Véron), 2003
19. La Lectrice par Raymond Jean, 2003
20. Bord de mer par Véronique Olmi, 2003
21. Outremonde par Don DeLillo, 2003
22. Le Livre des illusions par Paul Auster, 2003
23. Body Art par Don DeLillo, 2003
24. La Caverne des idées par José Carlos Somoza, 2003
25. Privée par Véronique Olmi, 2004
26. Quand la misère chasse la pauvreté par Majid Rahnema, 2004
27. La Solitude du labyrinthe par Paul Auster, 2004
28. Clara et la Pénombre par José Carlos Somoza, 2005
29. Chien par Paul Nizon (trad. Pierre Deshusses), 2005
30. Cosmopolis par Don DeLillo (trad. Marianne Véron), 2005
31. Jamais avant le coucher du soleil par Johanna Sinisalo (trad. Anne Colin du Terrail), 2005
32. Pièces en un acte par Anton Tchekhov (trad. André Markowicz et Françoise Morvan), 2005
33. La Nuit de l'oracle par Paul Auster, 2005
34. Seule Venise par Claudie Gallay, 2006
35. La Famille royale par William T. Vollmann (trad. Claro), 2006
36. Histoire de réussir par Russell Banks, 2006
37. Voyage de Paris à Java par Honoré de Balzac, 2006
38. American Darling par Russell Banks, 2006
39. La Peau froide par Albert Sánchez Piñol (trad. Marianne Millon), 2007
40. Brooklyn Follies par Paul Auster, 2007
41. La Dame n° 13 par José Carlos Somoza, 2007
42. Lignes de faille par Nancy Huston, 2007
43. La Formule préférée du professeur par Yoko Ogawa (trad. Rose-Marie Makino), 2008
44. Récits posthumes et fragments par Franz Kafka (trad. Catherine Billmann, 2008
45. Les Noms par Don DeLillo, 2008
46. La Vie d'une autre par Frédérique Deghelt, 2008
47. Dans le scriptorium par Paul Auster, 2008
48. La Perfection du tir par Mathias Enard, 2008
49. La Théorie des cordes par José Carlos Somoza, 2008
50. Le Mec de la tombe d'à côté par Katarina Mazetti (trad. Lena Grumbach et Catherine Marcus), 2009
51. Le Boulevard périphérique par Henry Bauchau, 2009
52. La Réserve par Russell Banks, 2009
53. L'Homme qui tombe par Don DeLillo (trad. Marianne Véron), 2010
54. L'Espèce fabulatrice par Nancy Huston, 2010
55. Zone par Mathias Énard, 2010
56. Badawi par Mohed Altrad, 2011
57. Seul dans le noir par Paul Auster, 2011
58. L'Étoile de Ratner par Don DeLillo, 2011
59. La Colo de Kneller par Etgar Keret, 2011
60. La Clé de l'abîme par José Carlos Somoza, 2011
61. Infrarouge par Nancy Huston, 2012
62. Invisible par Paul Auster, 2012
63. Sunset Park par Paul Auster, 2013
64. Reflets dans un œil d'homme par Nancy Huston, 2013
65. Point Oméga par Don DeLillo, 2013
66. Great Jones Street par Don DeLillo, 2014
67. Silo par Hugh Howey, 2014
68. Danse noire par Nancy Huston, 2015
69. L'Éveil du Léviathan par James S. A. Corey, 2015
70. Silo - Origines par Hugh Howey, 2015
71. La Malédiction du bandit moustachu par Irina Teodorescu, 2015
72. Bad Girl. Classes de littérature par Nancy Huston, 2016
73. Silo - Générations par Hugh Howey, 2016
74. La Guerre de Caliban par James S. A. Corey, 2016
75. Un membre permanent de la famille par Russell Banks, 2016
76. Daphné disparue par José Carlos Somoza, 2017
77. La Maladroite par Alexandre Seurat, 2017
78. L’Ange Esmeralda par Don DeLillo, 2017
79. La Pipe d'Oppen par Paul Auster, 2017
80. Le Club des miracles relatifs par Nancy Huston, 2017
81. Phare 23 par Hugh Howey, 2018
82. La Porte d'Abaddon par James S. A. Corey, 2018
83. Marina par Carlos Ruiz Zafón, 2021
84. Le Problème à trois corps par Liu Cixin, 2018
85. Les Feux de Cibola par James S. A. Corey, 2019
86. Dans les prairies étoilées par Marie-Sabine Roger, 2019
87. 2312 par Kim Stanley Robinson, 2019
88. Zabor ou les Psaumes par Kamel Daoud, 2019
89. Jérusalem par Alan Moore, 2019
90. Zero K par Don DeLillo, 2019
91. La Forêt sombre par Liu Cixin, 2019
92. 4 3 2 1 par Paul Auster, 2020
93. Les Jeux de Némésis par James S. A. Corey, 2020
94. Lèvres de pierre par Nancy Huston, 2020
95. L'Ombre du vent par Carlos Ruiz Zafón, 2020
96. Le Jeu de l'ange par Carlos Ruiz Zafón, 2020
97. Éclosion par Ezekiel Boone (en), 2020
98. Les Cendres de Babylone par James S. A. Corey, 2020
99. Le Prisonnier du ciel par Carlos Ruiz Zafón, 2020
100. Le Labyrinthe des esprits par Carlos Ruiz Zafón, 2020
101. La Mort immortelle par Liu Cixin, 2021
102. Outresable par Hugh Howey, 2021
103. Tétraméron : Les Contes de Soledad par José Carlos Somoza, 2021
104. Nous par Ievgueni Zamiatine, 2021
105. Le Prince de la brume par Carlos Ruiz Zafón, 2021
106. Le Palais de minuit par Carlos Ruiz Zafón, 2021
107. Infestation par Ezekiel Boone (en), 2021
108. Les Lumières de septembre par Carlos Ruiz Zafón, 2021
109. Une vie dans les mots par Paul Auster, 2021
110. Solaris par Stanisław Lem, 2021
111. Le Congrès de futurologie par Stanisław Lem, 2021
112. Les Miracles du bazar Namiya par Keigo Higashino, 2021
113. Le Soulèvement de Persépolis par James S. A. Corey, 2021
114. Boule de foudre par Liu Cixin, 2021
115. Sandremonde par Jean-Luc Deparis, 2021
116. Destruction par Ezekiel Boone (en), 2022
117. Le Mystère Croatoan par José Carlos Somoza, 2022
118. La Cybériade par Stanislaw Lem, 2024
119. La Colère de Tiamat par James S. A. Corey, 2022
120. Le Rhume par Stanisław Lem, 2022
121. Mémoires trouvés dans une baignoire par Stanisław Lem, 2022
122. Une colonie par Hugh Howey, 2022
123. Quality Land par Marc-Uwe Kling, 2022
124. La Guerre du pavot par R. F. Kuang, 2022
125. Arbre de l'oubli par Nancy Huston, 2023
126. Le Silence par Don DeLillo, 2023
127. Au prochain arrêt par Hiro Arikawa, 2023
128. La Ville de vapeur par Carlos Ruiz Zafón, 2023
129. Gideon la Neuvième par Tamsyn Muir, 2023
130. La Chute du Léviathan par James S. A. Corey, 2023
131. Quality Land 2.0 par Marc-Uwe Kling, 2024
132. La Rédemption du temps par Baoshu (en), 2024
133. L'Origine du mal par José Carlos Somoza, 2024
134. Harrow la Neuvième par Tamsyn Muir, 2024
135. La Légion des souvenirs par James S. A. Corey, 2024
136. Le Reich de la Lune par Johanna Sinisalo, 2024
137. Sauter des gratte-ciel par Julia von Lucadou (de), 2024
138. End Zone par Don DeLillo, 2025
139. Le Voyage sur les mers du prince Takaok par Tatsuhiko Shibusawa, 2025
140. L'Équateur d'Einstein par Liu Cixin, 2025
141. Outredune par Hugh Howey, 2025
142. Les Migrants du temps par Liu Cixin, 2025
143. Nona la Neuvième par Tamsyn Muir, 2025
144. Mondes parallèles, une histoire d'amour par Keigo Higashino, 2025
145. Burning Boy par Paul Auster, 2025